# 1965
| 1965                                                         |
| ------------------------------------------------------------ |
| Dødsfald - Fødsler                                           |
| • Begivenheder • Film • Litteratur • Musik • Politik • Sport |

| Gregoriansk kalender | 1965 MCMLXV             |
| Ab urbe condita      | 2718                    |
| Armensk kalender     | 1414 ԹՎ ՌՆԺԴ            |
| Kinesiske kalender   | 4661 – 4662 甲辰 – 乙巳 |
| Etiopisk kalender    | 1957 – 1958             |
| Jødisk kalender      | 5725 – 5726             |
| Hindukalendere       |                         |
| - Vikram Samvat      | 2020 – 2021             |
| - Shaka Samvat       | 1887 – 1888             |
| - Kali Yuga          | 5066 – 5067             |
| Iransk kalender      | 1343 – 1344             |
| Islamisk kalender    | 1385 – 1386             |

Konge i Danmark: Frederik 9. 1947-1972
Se også 1965 (tal)

## Begivenheder

### Januar
- 1. januar – Den palæstinensiske al Fatah organisation dannes.
- 2. januar – Fællesmarkedet nedsatte sine toldgrænser for indbyrdes samhandel med 10 %. Tilsvarende sænkning blev foretaget for industrivarer i EFTA.
- 3. januar – Den danske opfinder Karl Krøyer hæver et sunket fragtskib i Kuwait ved at fylde det med polyesterkugler. Muligvis har han fået ideen fra et Anders And-blad.
- 20. januar – Lyndon B. Johnson indsættes som USA's præsident
- 26. januar - Hindi bliver det officielle sprog i Indien.

### Februar
- 9. februar - i et stormagasins udstillingsvindue i New York maler Salvador Dali et portræt af Raquel Welch. Happeningen sker for at skabe omtale af Raquel Welchs seneste film

### Marts
- 8. marts – Vietnamkrigen optrappes, da 3.500 amerikanske marineinfanterister ankommer til Sydvietnam som de første amerikanske kamptropper i krigen
- 16 marts - Vesttyskland og Israel beslutter at oprette fulde diplomatiske forbindelser
- 18. marts – Den sovjetiske kosmonaut Aleksej Leonov blev det første menneske, som foretager en rumvandring, da han i 12 minutter opholder sig udenfor rumfartøjet Voskhod 2.
- 20. marts – Konflikten mellem Indien og Pakistan om Kashmir fører til krigsudbrud af Den anden indisk-pakistanske krig
- 21. marts - Martin Luther King begynder borgerretsmarchen i Alabama
- 25. marts – 25.000 borgerrettighedsaktivister med Martin Luther King i spidsen ankommer til Montgomery efter en march fra Selma i protest med Alabamas myndigheder, der åbenlyst modsatte sig, at farvede borgere lod sig registrere som vælgere

### April
- 1. april - TV-Byen i Gyngemosen i Gladsaxe bliver indviet af kong Frederik 9.
- 5. april – Ved den 37. Oscar-uddeling modtager My Fair Lady otte Oscars.
- 7. april - Frederik 9. åbner på Louvre en udstilling med mere end 200 danske kulturgenstande fra oldtiden til i dag.
- 28. april – Den australske premierminister Robert Menzies bekendtgør, at Australien vil forøge antallet af tropper i Vietnam

### Maj
- 1. maj - det amerikanske jagerfly Lockheed YF-12A sætter datidig hastighedsrekord med 3.331,5 km/t. Rekorden opnås i 24.462 meters højde
- 2. maj - Peder Skram bliver søsat
- 11. maj - inden for én måned bliver Indien ramt af den første af to cykloner
- 12. maj – 20 år efter 2. verdenskrigs afslutning etableres diplomatiske forbindelser mellem Vesttyskland og Israel
- 24. maj - Venstrelederen Erik Eriksen trækker sig som gruppeformand og bebuder sin afgang som Venstres landsformand

### Juni
- 3. juni - den amerikanske astronaut Edward White begiver sig på USA's første rumvandring forbundet til rumkapslen Gemini 4 med en livline
- 14. juni - militæret overtager magten i Sydvietnam

### Juli
- 1. juli – Danmark og Island indgår traktat om udlevering af islandske håndskrifter fra den Arnamagnæanske Samling.
- 14. juli- den amerikanske rumsonde Mariner 4 flyver forbi Mars og tager de første nærbilleder af en anden planet
- 16. juli - efter 6 års arbejde åbnes den 11,6 km lange Mont Blanc Tunnel mellem Frankrig og Italien
- 25. juli – Bob Dylan forarger mange, da han på Newport-festivalen spiller med elektrisk forstærkere

### August
- 9. august – Singapore udskilles fra Malaysia og bliver en selvstændig nation.
- 15. august – The Beatles indleder bandets anden turne i USA med en koncert på Shea Stadium i New York City for mere end 55.600 tilskuere. Koncerten er den første koncert nogensinde på et større stadion

### September
- 18. september – 4 politibetjente nedskydes på Amager af en flygtende biltyv, Palle Sørensen, der kort efter anholdes. Han idømmes livsvarigt fængsel, hvoraf han afsoner godt 33 år, inden han benådes. Derefter fik det danske politi lov til at bære skydevåben

### Oktober
- 4. oktober - den første pave der besøger USA, pave Paul 6. ankommer til New York
- 20. oktober - grundstenen til Danmarksskolen i Jerusalem nedlægges. Skænket af amerikanske jøder til minde om jødetransporterne over Øresund i oktober 1943

### November
- 1. november - flyruten København - Karup bliver indviet
- 9. november - Verdenshistoriens største strømsvigt rammer syv af USA's nordøstlige stater og Ontario i Canada. Omkring 30 millioner mennesker bliver berørt af strømafbrydelsen, der varer ved til dagen efter. Kun to personer mister livet som direkte følge af afbrydelsen.
- 11. november - den hvide minoritet under premierminister Ian Smith i Rhodesia erklærer landet uafhængigt af Storbritannien
- 24. november - Joseph Désiré Mobutu overtager magten i Congo og bliver præsident; han leder landet (som han omdøber til Zaire i 1971) i over 30 år, indtil han bliver afsat af oprører i 1997

### December
- 4. december - USA opsender Gemini VII, som skal forbinde sig med den allerede opsendte Gemini VI. Om bord er Frank Borman og James Lovell
- 15. december – Audouin Dollfus opdager Saturn-månen Janus[1]
- 30. december - Ferdinand Marcos bliver præsident af Filippinerne

## Født

### Januar
- 3. januar – Jens Albinus, dansk skuespiller.
- 4. januar – Julia Ormond, engelsk skuespillerinde.
- 6. januar – Bjørn Lomborg, dansk politolog.
- 9. januar – Nina Forsberg, dansk sangerinde.
- 11. januar – Asger Stig Møller, dansk digter (død 2010).
- 11. januar – Mette Horn, dansk skuespillerinde.
- 13. januar – Bill Bailey, britisk komiker, musiker og skuespiller.
- 19. januar – Charlotte Flindt Pedersen, dansk direktør.
- 22. januar – Diane Lane, amerikansk skuespillerinde.
- 26. januar – Kevin McCarthy, amerikansk politiker.
- 27. januar – Alan Cumming, skotsk skuespiller.

### Februar
- 7. februar – Chris Rock, amerikansk skuespiller og komiker.
- 17. februar – Michael Bay, amerikansk filminstruktør.
- 23. februar – Kristin Davis, amerikansk skuespillerinde.
- 28. februar – Jesper Stein, dansk journalist og forfatter.

### Marts
- 3. marts – Line Knutzon, dansk dramatiker.
- 3. marts – Tedros Adhanom, etiopisk biolog, folkesundhedsforsker og embedsmand.
- 11. marts – Lotte Arnsbjerg, dansk skuespillerinde.
- 25. marts – Sarah Jessica Parker, amerikansk skuespillerinde.
- 26. marts – Peter Lundholm Jensen, tidligere trommeslager i det danske band D-A-D og senere ingeniør.

### April
- 4. april - Robert Downey Jr., amerikansk skuespiller.
- 12. april - Kim Bodnia, dansk skuespiller.
- 20. april – Rolf Sørensen, dansk cykelrytter.
- 23. april – Lasse Spang Olsen, dansk filminstruktør.
- 26. april – Kevin James, amerikansk skuespiller.

### Maj
- 12. maj – Renée Toft Simonsen, dansk forfatter.
- 16. maj – Krist Novoselic, amerikansk rockmusiker.
- 18. maj – Stig Pedersen, bassist i det danske rockband D-A-D.
- 24. maj – John C. Reilly, amerikansk skuespiller og komiker.
- 31. maj – Brooke Shields, amerikansk skuespillerinde.

### Juni
- 1. juni – Camilla Miehe-Renard, dansk tv-værtinde.
- 10. juni – Elizabeth Hurley, engelsk skuespillerinde og model.
- 19. juni – Sadie Frost, engelsk skuespillerinde og modedesigner.
- 22. juni – Michael Shawn Hickenbottom, amrikansk wrestler.

### Juli
- 3. juli – Connie Nielsen, dansk skuespillerinde.
- 10. juli – Prinsesse Alexia af Grækenland, prinsesse.
- 13. juli – Akina Nakamori, japansk sangerinde.
- 22. juli – Henriette Laursen, dansk jurist.
- 23. juli – Slash (Saul Hudson), guitarist.
- 31. juli – J.K. Rowling, britisk forfatter.

### Augist
- 1. august – Sam Mendes, engelsk filminstruktør.
- 4. august – Fredrik Reinfeldt, svensk statsminister.
- 5. august – Helle Dolleris, dansk skuespillerinde.
- 6. august – David Robinson, amerikansk basketballspiller.
- 19. august – Kyra Sedgwick, amerikansk skuespillerinde.
- 19. august – Maria de Medeiros, portugisisk skuespillerinde.
- 28. august – Shania Twain, canadisk sangerinde.

### September
- 4. september – Jesper Binzer, forsanger og rytmeguitarist i det danske rockband D-A-D.
- 11. september − Bashar al-Assad, syrisk præsident.
- 14. september – Dmitrij Medvedev, russisk politiker.
- 19. september − Tim Scott, amerikansk senator.
- 21. september − David Wenham, australsk skuespiller.
- 25. september − Scottie Pippen, amerikansk basketballspiller.
- 26. september − Lene Espersen, dansk politiker.
- 26. september − Jesper Würtzen, dansk politiker.
- 26. september − Petro Porosjenko, ukrainsk præsident.

### Oktober
- 2. oktober – Ferhan og Ferzan Önder, tyrkisk-østrigske pianister.
- 13. oktober – Merete Pryds Helle, dansk forfatter.
- 14. oktober – Robert Madsen, dansk kemiker og professor.
- 14. oktober – Karyn White, amerikansk sangerinde.
- 14. oktober – Steve Coogan, engelsk komiker.
- 16. oktober - Ann Eleonora Jørgensen, dansk skuespillerinde.
- 20. oktober – William Zabka, amerikansk skuespiller.
- 26. oktober - Anders Peter Bro, dansk skuespiller.

### November
- 1. november − Kirsten Hammann, dansk forfatter.
- 21. november – Anne-Grethe Bjarup Riis, dansk skuespillerinde.
- 21. november – Björk, islandsk sangerinde.
- 22. november – Mads Mikkelsen, dansk skuespiller.
- 24. november − Shirley Henderson, skotsk skuespillerinde.

### December
- 4. december – Racheed Lawal, dansk bokser (død 1996).
- 7. december – Jeffrey Wright, amerikansk skuespiller.
- 14. december – Helle Helle, dansk forfatter.
- 21. december – Andy Dick, amerikansk skuespiller og komiker.
- 27. december – Torleif Hoppe, "det femte medlem" af D-A-D.
- 29. december – Bryan Keith Holland alias Dexter Holland. Forsanger i The Offspring.
- 31. december – Gong Li, kinesisk skuespillerinde.

## Dødsfald

### Januar
- 4. januar – T.S. Eliot, amerikansk forfatter og modtager af Nobels Litteraturpris (født 1888).
- 24. januar – Winston Churchill, britisk premierminister (født 1874).

### Februar
- 15. februar – Nat ”King” Cole, amerikansk sanger (født 1919).
- 21. februar – Malcolm X, amerikansk borgerrettighedsforkæmper (født 1925). – skudt
- 23. februar – Laurits Hansen, dansk politiker, minister og forbundsformand (født 1894).
- 23. februar – Stan Laurel, engelsk-amerikansk skuespiller (født 1890).

### Marts
- 4. marts – Willard Motley, amerikansk forfatter (født 1909).
- 5. marts – Frits Schlegel, dansk arkitekt (født 1896).
- 6. marts – Margaret Dumont, amerikansk skuespiller (født 1889).
- 7. marts – Louise Mountbatten, dronning af Sverige (født 1889).
- 11. marts – James Reeb, amerikansk Unitarpræst (født 1927). – snigmyrdet
- 16. marts – Jacob E. Bang, dansk arkitekt og glaskunstner (født 1899).
- 18. marts – Farouk af Egypten, ekskonge af Egypten (født 1920).
- 19. marts – Holger Blom, dansk modeskaber (født 1905).
- 23. marts – Svend Unmack Larsen, dansk politiker, borgmester og minister (født 1893).

### April
- 3. april – Else Jacobsen, dansk svømmer og svømmetræner (født 1911).
- 4. april – Ingelise Rune, dansk sanger og skuespiller (født 1919).

### Maj
- 1. maj - Spike Jones, amerikansk orkesterleder, musiker og komiker (født 1911).
- 9. maj – Leopold Figl, østrigsk politiker og forbundskansler (født 1902).
- 13. maj – Peter Deutsch, tysk/dansk komponist og musikarrangør (født 1901).
- 14. maj – Frances Perkins, amerikansk arbejdsminister (født 1880).
- 30. maj – Louis Hjelmslev, dansk sprogforsker og professor (født 1899).

### Juni
- 4. juni – William Bewer, dansk skuespiller (født 1867).
- 7. juni – Judy Holliday, amerikansk skuespiller (født 1921)
- 12. juni – A.P. Møller, dansk skibsreder (født 1876).
- 21. juni – Kay Fisker, dansk arkitekt (født 1893).
- 22. juni – David O. Selznick, amerikansk filmproducent (født 1902).
- 23. juni – Peter Malberg, dansk skuespiller (født 1887).

### Juli
- 9. juli – Johannes Hare, dansk direktør og medstifter (født 1887).
- 14. juli – Adlai Stevenson, amerikansk politiker (født 1900).
- 17. juli – August F. Schmidt, dansk folkemindeforsker og lokalhistoriker (født 1899).
- 17. juli – Marlon Brando, Sr., amerikansk filmproducent (født 1895).
- 21. juli – Harald Bergstedt, dansk forfatter (født 1877).

### August
- 6. august – Aksel Sandemose, norsk/dansk forfatter (født 1899).
- 7. august – Ejnar Fugmann, dansk arkitekt (født 1896).
- 10. august – Ejnar Thorsen, dansk entreprenør og civilingeniør (født 1890).
- 27. august – Le Corbusier, schweizisk arkitekt (født 1887).
- 29. august – C.V. Bramsnæs, dansk politiker, minister og nationalbankdirektør (født 1879).

### September
- 2. september – Inger Marie Plum, dansk grosserer (født 1889).
- 4. september – Albert Schweitzer, alsacisk teolog, læge, filosof (født 1875).
- 23. september – Ivan Osiier, dansk fægter og læge (født 1888).

### Oktober
- 12. oktober – Paul Hermann Müller, schweizisk kemiker og nobelprismodtager (født 1899).
- 18. oktober – Henry Travers, engelsk skuespiller (født 1874).
- 30. oktober – Arthur Wittmaack, dansk arkitekt (født 1878).
- 31. oktober – Axel Linvald, dansk historiker og rigsarkivar (født 1886).

### November
- 7. november – Knud Almar, dansk skuespiller (født 1889).
- 16. november – Johannes Brøndsted, dansk historiker og arkæolog (født 1890).

### December
- 16. december – William Somerset Maugham, engelsk forfatter (født 1874)

## Politik
- 4. august - i en tale i Svanninge Bakker opfordrer Venstres gruppeformand Poul Hartling til dannelse af en bred, liberal regering

## Nobelprisen
- Fysik – Sin-Itiro Tomonaga, Julian Schwinger, Richard P. Feynman
- Kemi – Robert Burns Woodward
- Medicin – François Jacob, André Lwoff, Jacques Monod
- Litteratur – Mikhail Aleksandrovitj Sjolokhov
- Fred – United Nation's Children's Fund (UNICEF)

## Sport
- Ryder Cup, golf – USA 19½-Storbritannien 12½

- Esbjerg fB bliver danske mestre i fodbold for fjerde gang på 5 år
- 1. januar – Som den første fodboldspiller nogensinde bliver engelske Stanley Matthews adlet.
- 27. maj – AGF vinder DBU's Landspokalturnering for femte gang ved at vinde med 1-0 over KB i Idrætsparken.
- 20. juni – Ole Madsen scorer med hælen i fodboldlandskampen mellem Danmark og Sverige i Idrætsparken, der ender 2-1 til Danmark
- 22. november - Cassius Clay (senere Muhammad Ali) forsvarer sin VM-titel i sværvægtsboksning ved at slå Floyd Patterson på teknisk knockout i 12. omgang

## Musik
- 20. marts – Luxembourg vinder året udgave af Eurovision Song Contest, som blev afholdt i Napoli, Italien, med sangen "Poupée De Cire, Poupée De Son" af den franske France Gall

- Bob Dylan spiller sin første elektriske koncert på Newport Folk Festival.
- The Beatles udgiver Help! og Rubber Soul.
- 12. juni - The Beatles modtager MBE
- The Who udgiver deres første studiealbum The Who Sings My Generation
- 15. august - The Beatles spiller den første store stadionkoncert for 55.600 tilskuere på Shea Stadium i New York City
- 5. oktober - Henry Mancini får en guldplade for musikken til filmen Den lyserøde panter med Peter Sellers
- 20. oktober - The Beatles får en guldplade for singlen Yesterday
- 26. oktober - den britiske Dronning Elizabeth den 2. tildeler popgruppen The Beatles ordenen ”Order of the British Empire”

## Film
- Hævn for dollars - Sergio Leone

## Bøger
- Drivhuset af Anders Bodelsen